# دونالد رووي
دونالد رووي (بالإنجليزية: Alick Rowe)‏ هو كاتب بريطاني، ولد في 1939، وتوفي في 30 أكتوبر 2009.

## وصلات خارجية
- دونالد رووي على موقع IMDb (الإنجليزية)
- دونالد رووي على موقع ألو سيني (الفرنسية)
- دونالد رووي على موقع قاعدة بيانات الفيلم (الإنجليزية)
- دونالد رووي على موقع كينوبويسك (الروسية)